# Gleina

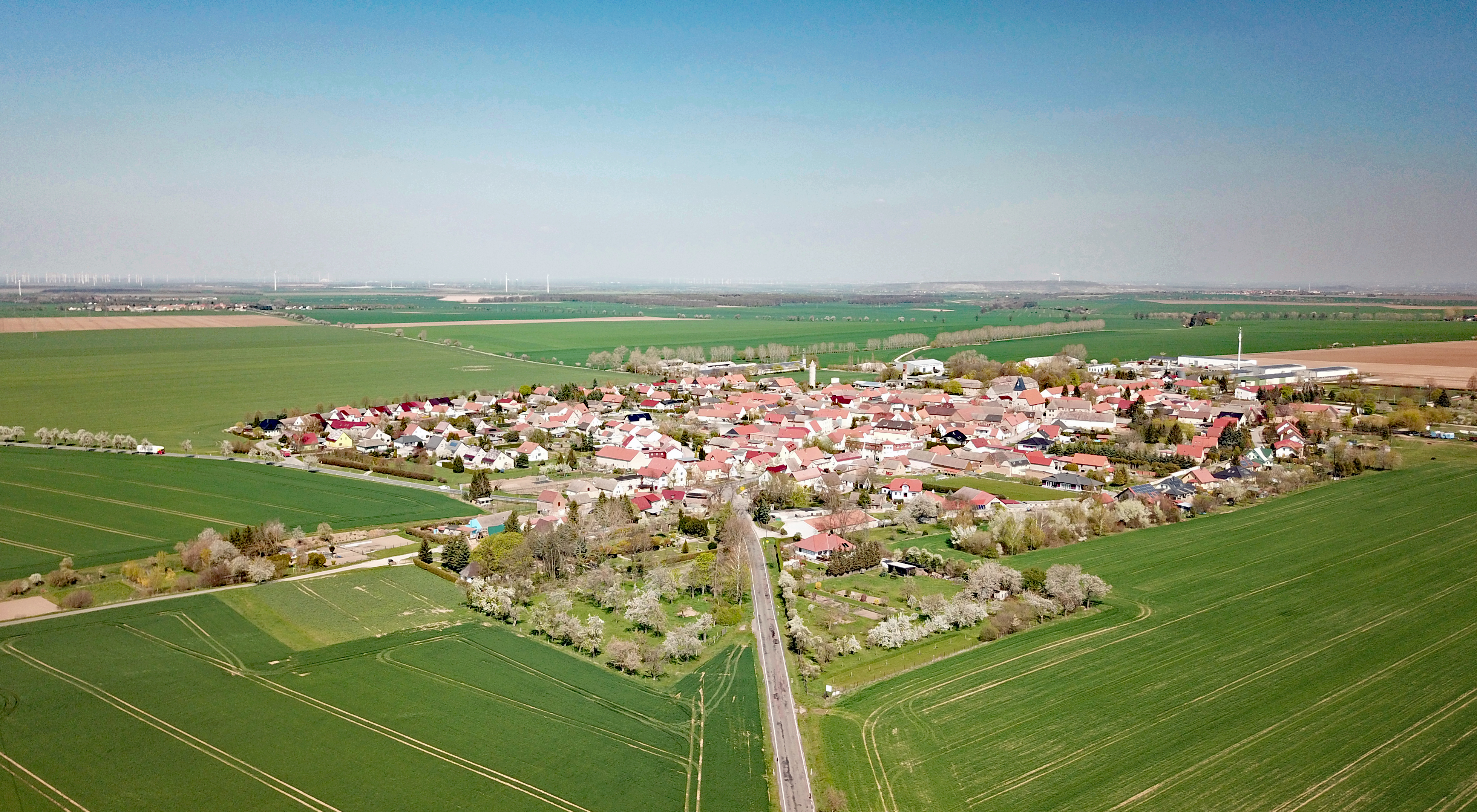
Luftbild

Gleina ist eine Gemeinde im Burgenlandkreis in Sachsen-Anhalt. Sie gehört der Verbandsgemeinde Unstruttal an, die ihren Verwaltungssitz in der Stadt Freyburg hat.

## Geografie
Gleina liegt an der Bundesstraße 180 zwischen Querfurt im Norden und Freyburg (Unstrut) im Süden. Die Bodenbeschaffenheit ist eher ungewöhnlich: Die hohen Torfvorkommen der Region stellten im letzten Jahrtausend einen der Pfeiler des Reichtums Gleinas.
Zur Gemeinde gehören die Ortsteile Baumersroda, Ebersroda, Gleina und Müncheroda.

## Geschichte
Gleina wurde 1144 urkundlich erstmals erwähnt. Stammsitz der Ritter „von Gleina“ (Glyna, Glina), die erst 1245 genannt wurden. Der Ort gehörte bis 1815 zum wettinischen, später kursächsischen Amt Freyburg. Durch die Beschlüsse des Wiener Kongresses kam er zu Preußen und wurde 1816 dem Kreis Querfurt im Regierungsbezirk Merseburg der Provinz Sachsen zugeteilt, zu dem er bis 1944 gehörte.
1689 wurde mit dem Bau des Schlosses Gleina begonnen. 1830 kaufte der preußische Kammerherr Bernhard von Helldorff das Schloss und Gut. 1945 wurden seine Nachfahren enteignet. Das Schloss wurde bis 1996 u. a. als Altenheim, Kinderkrippe und Landambulatorium genutzt. 2007 begannen Sanierungsarbeiten.
1697 wurde die Trinitatiskirche in Gleina geweiht. 1992 mussten die Gottesdienste wegen starker Bauschäden eingestellt werden. 2007 konnten diese in der sanierten Kirche wieder aufgenommen werden.
Um das Jahr 1900 umfasste Gleina 62 Haushalte, davon 23 von Landwirten und 19 von Handwerkern geführt. Das Dort besaß eine Schule mit zwei Lehrern, drei Gastwirtschaften und eine Weinhandlung sowie zwei Mühlen.
1907 wurde der Wasserturm in Betrieb genommen.
1927 hatte Gleina 611 Einwohner.
Ab 4. Juni 1944 war das Vorkommando für das KZ Außenlager Wille für das Hydrierwerk Zeitz mit 200 vorwiegend niederländischen Häftlingen im Saal des Gasthof Harnisch und im Ochsenstall der Zeitzer Zuckerfabrik untergebracht.
Am 1. Juli 2009 wurden die vormals eigenständigen Gemeinden Baumersroda und Ebersroda eingemeindet.

## Politik

### Gemeinderat
Der Gemeinderat der Gemeinde Gleina setzt sich aus 12 Mandatsträgern wie folgt zusammen:
- Wählergruppen: 10 Sitze
- CDU: 1 Sitz
- FDP: 1 Sitz

(Stand: Kommunalwahl 7. Juni 2009)

### Bürgermeister
1990 wurde Gerd Blankenburg aus dem Kreis der Mitglieder des Gemeinderates zum hauptamtlichen Bürgermeister von Gleina gewählt. Er wurde am 6. Mai 2001 wiedergewählt. Auch 2008 und 2015 wurde er im Amt bestätigt. Seit 2022 ist Florian Schüler (CDU) in diesem Amt gewählt.

## Klimatabelle
|                        | Jan | Feb | Mär | Apr | Mai  | Jun  | Jul  | Aug  | Sep  | Okt | Nov | Dez |   |      |
| Mittl. Temperatur (°C) | 0,5 | 1,0 | 4,5 | 8,5 | 13,0 | 16,0 | 18,5 | 18,5 | 14,0 | 9,5 | 4,5 | 1,0 | ⌀ | 9,2  |
| Mittl. Tagesmax. (°C)  | 3   | 4   | 8   | 13  | 18   | 21   | 23   | 23   | 18   | 13  | 7   | 3   | ⌀ | 12,9 |
| Mittl. Tagesmin. (°C)  | −2  | −2  | 1   | 4   | 8    | 11   | 14   | 14   | 10   | 6   | 2   | −1  | ⌀ | 5,5  |
|                        |     |     |     |     |      |      |      |      |      |     |     |     |   |      |
| Niederschlag (mm)      | 46  | 43  | 50  | 41  | 45   | 49   | 57   | 48   | 45   | 40  | 48  | 51  | Σ | 563  |
|                        |     |     |     |     |      |      |      |      |      |     |     |     |   |      |
| Sonnenstunden (h/d)    | 1,5 | 2,2 | 3,4 | 4,6 | 5,8  | 6,9  | 6,6  | 6,1  | 4,9  | 3,2 | 1,6 | 1,3 | ⌀ | 4    |
|                        |     |     |     |     |      |      |      |      |      |     |     |     |   |      |
| Regentage (d)          | 24  | 21  | 23  | 21  | 21   | 23   | 23   | 22   | 20   | 20  | 24  | 25  | Σ | 267  |

| −2 |

| −2 |

| 1 |

| 4 |

| 8 |

| 11 |

| 14 |

| 14 |

| 10 |

| 6 |

| 2 |

| −1 |

| −2 |

| −2 |

| 1 |

| 4 |

| 8 |

| 11 |

| 14 |

| 14 |

| 10 |

| 6 |

| 2 |

| −1 |

## Kultur und Sehenswürdigkeiten

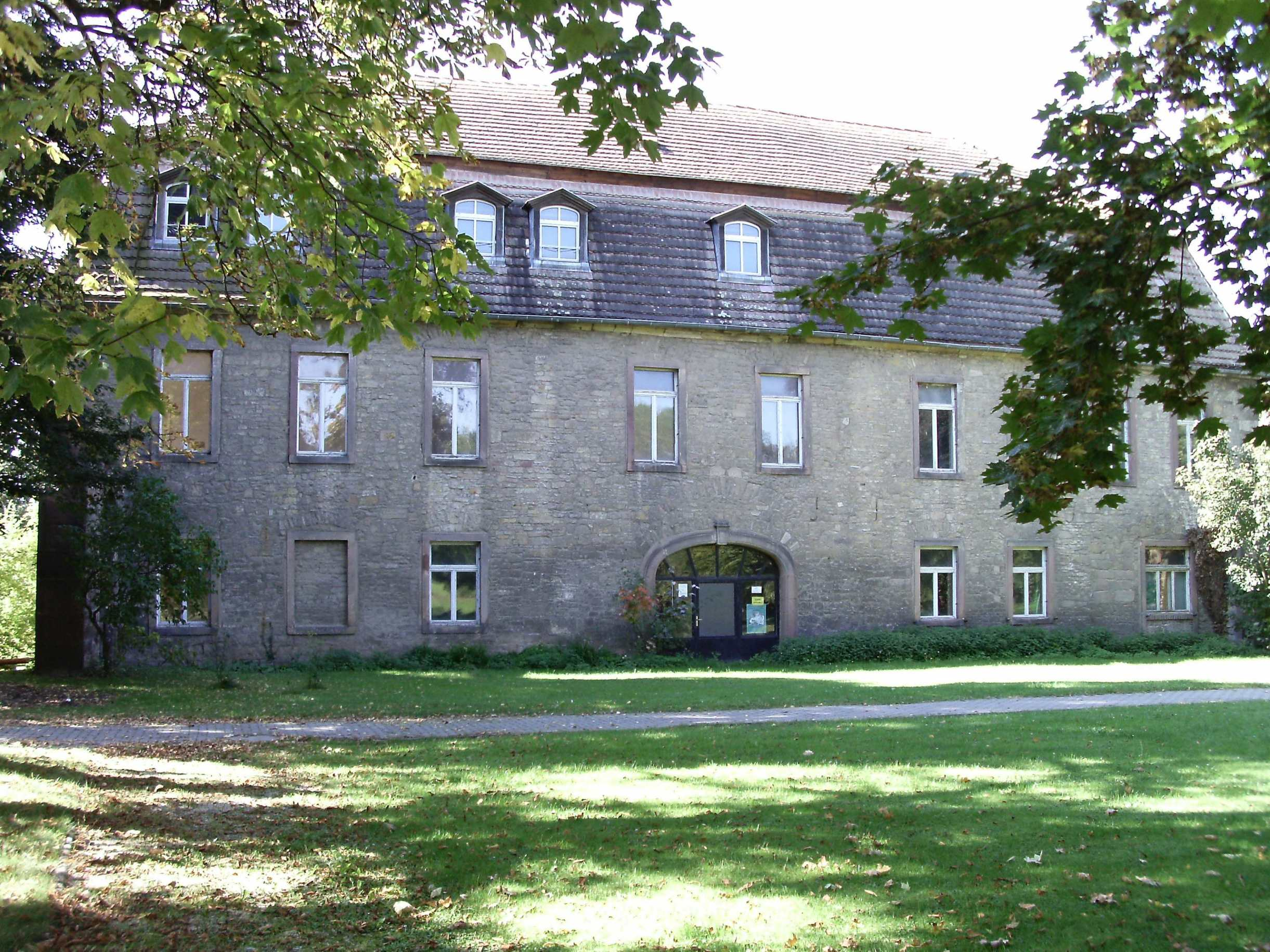
Schloss Gleina, Parkseite
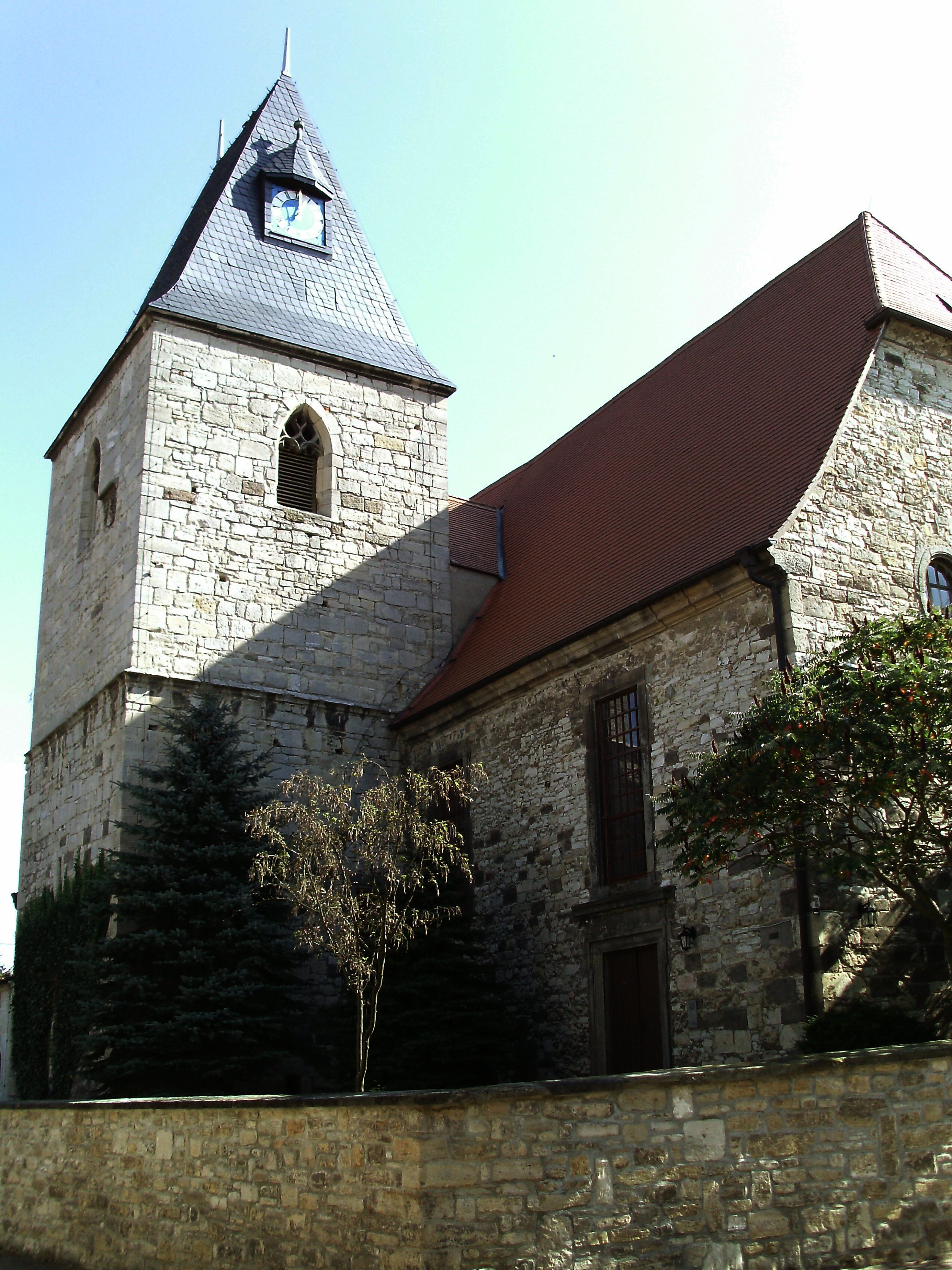
Kirche in Gleina
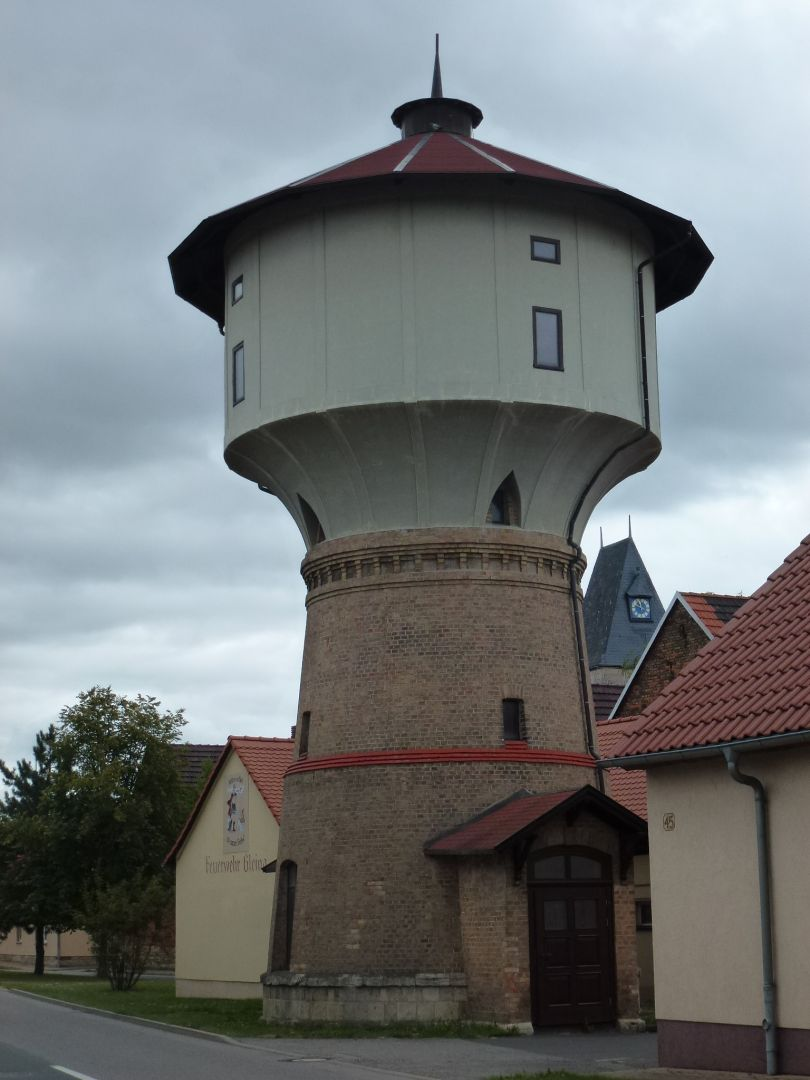
Wasserturm in Gleina

## Verkehr
Durch die Gemeinde Gleina führt in Nord-Süd-Richtung die Bundesstraße 180, die sich in der Ortslage mit der Landesstraße 209 überlagert. Die L 209 führt östlich von Gleina nach Baumersroda sowie westlich nach Laucha an der Unstrut.
Südlich, außerhalb des Gemeindegebietes, verläuft die Bundesstraße 176, die von Weißenfels nach Sömmerda führt. In unmittelbarer Nähe zum Gemeindegebiet befindet sich der Sonderlandeplatz Flugplatz Laucha.

## Gewerbe
Agrargenossenschaft Gleina e. G.,
Gleinaer Tankstellen- und Handelsgesellschaft mbH,
Zimmerei Heinz Heft Inh. Jens Heft,
Bauunternehmen Winzer GmbH,
Bauservice Scheffel,
Weingut Böhme & Töchter,
Pflanzenbau Scheffel,
Podologische Praxis Ingrid Grett,
Hotel & Gaststätte „Zur Einkehr“,
Gaststätte „Zum goldenen Anker“,
Diskothek „Mona Lisa“,
Physiotherapie Rosie Erfurth,
Tattoostudio „Moskito“,
Bäckerei Lampe,
Laut Veranstaltungen,
Fleischerei & Bistro Arno Weise,
PETCOM Computer Hard- und Software,
Ferienwohnungen Weise,
Frisör „Ihr Haarkünstler“

## Vereine
- Gleinaer Sportverein 1990 e. V. (GSV)
- Lauf- und Gehsportverein Gleina e. V. (LGV)
- Pfingstgesellschaft Gleina e. V. (Gleinaer Pfingstburschen)
- Feuerwehrverein Gleina e. V. (FV Gleina)
- Geflügelzuchtverein Gleina e. V.
- Heimatverein Gleina e. V.
- Förderverein Schloss Gleina e. V.
- Männerchor Gleina e. V.

## Söhne und Töchter der Gemeinde
- Georg Sebastian von Osterhausen (1575–1650), Rittergutsbesitzer
- Gottfried Feinler (1650–1721), ev.-luth. Pfarrer und Lyriker
- Dietrich Schardt († 1636), Rittergutsbesitzer und als der Geschwinde Mitglied der 1617 gegründeten Fruchtbringenden Gesellschaft
- Ludwig Thienemann (1793–1858), Mediziner und Ornithologe
- Heinrich von Helldorff (1833–1876), preußischer Landrat